# Hearst Communications
Hearst Communications, spesso indicata semplicemente come Hearst, è una multinazionale statunitense di mass media, fondata da William Randolph Hearst il 4 marzo 1887, da allora di proprietà e gestita dalla famiglia. Ha sede a New York in un grattacielo di Manhattan, denominato Hearst Tower.
Hearst possiede giornali, riviste, canali televisivi e stazioni televisive, tra cui il San Francisco Chronicle, lo Houston Chronicle, Cosmopolitan, Harper's Bazaar, San Antonio Express-News, Seventeen ed Esquire. Possiede il 50% del gruppo di reti via cavo A&E Networks e il 20% del gruppo di reti via cavo sportive ESPN, entrambi in collaborazione con The Walt Disney Company.
La multinazionale possiede anche diverse società di informazioni commerciali e finanziarie tra cui First Databank e il 100% di Fitch Group (l'ultimo 20% è stato rilevato dalla francese Fimalac nell'aprile 2018)che controlla l'agenzia di rating Fitch Ratings.

## Storia

### Gli inizi
Nel 1880, George Hearst, imprenditore minerario e senatore degli Stati Uniti, acquistò il San Francisco Daily Examiner. Nel 1887, affidò l'Examiner a suo figlio, William Randolph Hearst, che quell'anno fondò la Hearst Corporation. Hearst iniziò ad acquistare e lanciò altri giornali, tra cui il New York Journal nel 1895 e il Los Angeles Examiner nel 1903. In breve tempo il giovane Hearst dette vita ad un gruppo editoriale di oltre 20 milioni di lettori.
Sempre nel 1903 Hearst creò la rivista Motor, la prima rivista del gruppo. Acquisì poi Cosmopolitan nel 1905 e Good Housekeeping nel 1911. La società entrò nell'editoria di libri nel 1913 con la formazione della Biblioteca Internazionale di Hearst. L'editore iniziò anche a produrre lungometraggi cinematografici a metà degli anni '10, creando uno dei primi studi di animazione: l'International Film Service, trasformando i personaggi delle strisce di giornale di Hearst in personaggi cinematografici.
Hearst rilevò l'Atlanta Georgian nel 1912, il San Francisco Call e il San Francisco Post nel 1913, il Boston Advertiser e il Washington Times (non correlato al quotidiano attuale) nel 1917 e il Chicago Herald nel 1918. Nel 1919, la divisione editoriale di Hearst fu ribattezzata Cosmopolitan Book.